# چارلز کیمبرو
چارلز کیمبرو (به انگلیسی: Charles Kimbrough) (زاده ۲۳ مه ۱۹۳۶) بازیگر آمریکایی است.
از فیلم‌های معروف او می‌توان به بازی در فیلم طراح مراسم ازدواج اشاره کرد.